# 15037 Chassagne
15037 Chassagne è un asteroide della fascia principale. Scoperto nel 1998, presenta un'orbita caratterizzata da un semiasse maggiore pari a 3,0182710 UA e da un'eccentricità di 0,0629817, inclinata di 10,07711° rispetto all'eclittica.
L'asteroide è dedicato all'astrofilo francese Robin Chassagne, autore delle scoperte di varie supernovae.